# Super (1, 2, 3)
Super (1, 2, 3) è una canzone di genere Dance/Electro pop di Gigi D'Agostino e Albertino.

## Tracce
CD Maxi
Testi e musiche di Gigi D'Agostino e Paolo Sandrini.
1. Gigi D'Agostino e Albertino – Super (1, 2, 3) (Riscaldamento) – 3:59
2. Gigi D'Agostino e Albertino – Super (1, 2, 3) (Rassodante) – 8:11
3. Gigi D'Agostino e Albertino – Super (1, 2, 3) (Idratante) – 7:14
4. Gigi D'Agostino e Albertino – Super (1, 2, 3) (Rilassante) – 10:05

Durata totale: 29:29

## Classifiche
| Classifica                    | Posizione più alta |
| ----------------------------- | ------------------ |
| Svizzera                      | 55                 |
| Austria                       | 1                  |
| Paesi Bassi                   | 34                 |
| Belgio (Ultratop 50 Fiandre)  | 4                  |
| Belgio (Ultratop 50 Vallonia) | 11                 |
| Romania                       | 5                  |
| Francia                       | 46                 |
| Spagna                        | 5                  |
| Germania                      | 24                 |
| Italia                        | 2                  |